# 拉克韋雷鄉

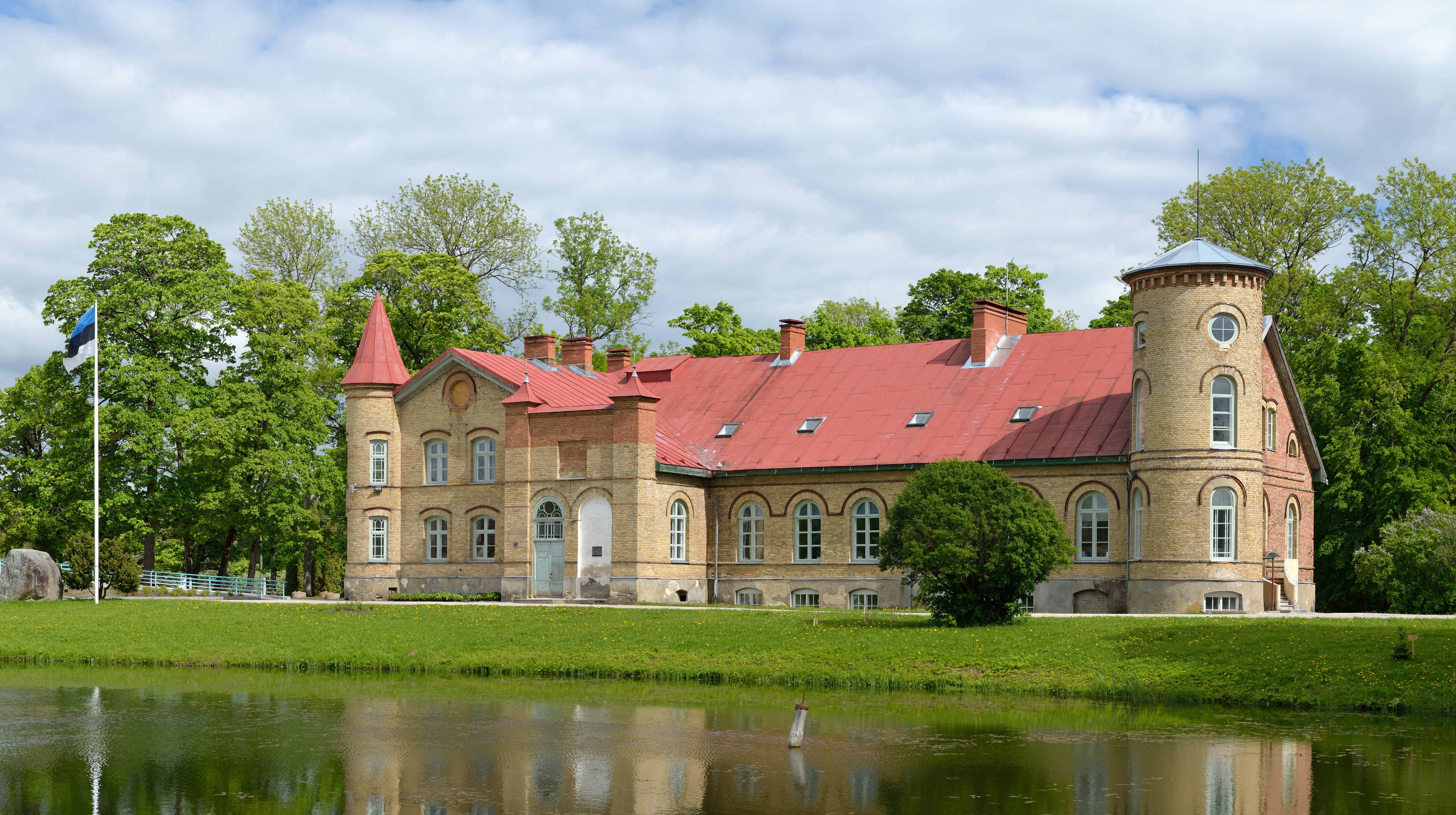
拉西拉庄园

拉克韋雷鄉，曾是愛沙尼亞西維魯縣的一個鄉村型市镇，位於該國北部，行政中心設於拉克韋雷，面積128平方公里，2006年人口2,288，人口密度每平方公里18人。
2017年爱沙尼亚行政改革后，拉克韋雷市镇和瑟梅魯市镇合并成立为新的拉克韦雷市镇。
59°21′N 26°18′E / 59.350°N 26.300°E